# Brachiaria falcifera
Brachiaria falcifera är en gräsart som först beskrevs av Carl Bernhard von Trinius och Christian Gottfried Daniel Nees von Esenbeck, och fick sitt nu gällande namn av Otto Stapf. Brachiaria falcifera ingår i släktet Brachiaria och familjen gräs.
Artens utbredningsområde är Ghana. Inga underarter finns listade i Catalogue of Life.